# ブルッキングズ (サウスダコタ州)
ブルッキングズ（英: Brookings、[ˈbrʊkɪŋz]）は、アメリカ合衆国サウスダコタ州の東部ブルッキングズ郡の都市であり、同郡の郡庁所在地である。2000年国勢調査による人口は18,504 人、2010年では22,056人と19.2％増加した。州内で4番目に人口の多い都市である。市内には州内最大の高等教育機関サウスダコタ州立大学がある。

## 歴史
ブルッキングズの町の名前は、ウェスタン・タウン会社に参加し、ミネソタ州とサウスダコタ州の州境から今日のブルッキングズ郡を抜け、ミズーリ川岸までの道路建設を監督したウィルモット・ウッド・ブルッキングズに因むものである。
この地域では初めて建設されたそこそこの開拓地であるメダリーが1857年に組織化された。その場所はダコタ準州に含まれない初めの3か所に入っていた。ブルッキングズ市はメダリー開拓地の4マイル (6 km) 北に設立された。これは既存のメダリー、オークウッドおよびファウンテンのタウンシップを鉄道が通らず、その妥協の産物としてその間を抜ける経路を選んで建設されたためだった。
1938年10月31日、銀行強盗ベニーとステラ・ディクソンがブルッキングズ第一国定銀行を襲い、47,233ドル（2008年の価値換算で714,654ドル）を奪った。この銀行の跡は現在ラム・レストランとオヘアズ・バーになっている。

## 地理
ブルッキングズは北緯44度18分23秒 西経96度47分17秒 / 北緯44.30639度 西経96.78806度に位置する。
アメリカ合衆国国勢調査局によれば、市域全面積は12.0平方マイル (31.1 km2)、このうち陸地は11.9平方マイル (30.9 km2)、水域は0.1平方マイル (0.2 km2)、水域率は0.58％である。

### 気候
ブルッキングズは湿潤大陸性気候（ケッペンの気候区分Dfb）にあり、夏は冬よりも湿度が高く、一番暑い月でも平均気温は72 °F (22 ℃) 以下である。
| ブルッキングズの気候                     | ブルッキングズの気候 | ブルッキングズの気候 | ブルッキングズの気候 | ブルッキングズの気候 | ブルッキングズの気候 | ブルッキングズの気候 | ブルッキングズの気候 | ブルッキングズの気候 | ブルッキングズの気候 | ブルッキングズの気候 | ブルッキングズの気候 | ブルッキングズの気候 | ブルッキングズの気候 |
| 月                                       | 1月                  | 2月                  | 3月                  | 4月                  | 5月                  | 6月                  | 7月                  | 8月                  | 9月                  | 10月                 | 11月                 | 12月                 | 年                   |
| ---------------------------------------- | -------------------- | -------------------- | -------------------- | -------------------- | -------------------- | -------------------- | -------------------- | -------------------- | -------------------- | -------------------- | -------------------- | -------------------- | -------------------- |
| 最高気温記録 °C （°F）                   | 18 (65)              | 21 (69)              | 29 (85)              | 34 (93)              | 41 (106)             | 41 (105)             | 43 (109)             | 41 (106)             | 39 (102)             | 34 (93)              | 25 (77)              | 20 (68)              | 32 (90)              |
| 平均最高気温 °C （°F）                   | −6 (22)              | −2 (28)              | 4 (40)               | 13 (56)              | 21 (69)              | 26 (78)              | 28 (83)              | 27 (81)              | 22 (72)              | 15 (59)              | 4 (40)               | −3 (26)              | 13 (55)              |
| 日平均気温 °C （°F）                     | −12 (11)             | −8 (18)              | −1 (30)              | 7 (44)               | 14 (57)              | 19 (66)              | 22 (71)              | 21 (69)              | 15 (59)              | 9 (49)               | −1 (30)              | −9 (16)              | 6 (43)               |
| 平均最低気温 °C （°F）                   | −18 (0)              | −13 (8)              | −6 (21)              | 1 (33)               | 7 (44)               | 12 (54)              | 15 (59)              | 14 (57)              | 8 (46)               | 1 (34)               | −7 (20)              | −14 (6)              | 0 (32)               |
| 最低気温記録 °C （°F）                   | −41 (−41)            | −41 (−41)            | −31 (−23)            | −19 (−2)             | −14 (7)              | −2 (28)              | 3 (37)               | −2 (28)              | −11 (12)             | −23 (−9)             | −30 (−22)            | −38 (−36)            | −21 (−5)             |
| 雨量 mm （inch）                         | 8.1 (0.32)           | 10.2 (0.40)          | 32.8 (1.29)          | 51.6 (2.03)          | 74.9 (2.95)          | 107.4 (4.23)         | 79 (3.11)            | 74.7 (2.94)          | 63 (2.48)            | 45.2 (1.78)          | 25.4 (1.00)          | 6.6 (0.26)           | 578.9 (22.79)        |
| 降雪量 cm （inch）                       | 10.9 (4.3)           | 11.4 (4.5)           | 14.7 (5.8)           | 6.4 (2.5)            | 0.5 (0.2)            | 0 (0)                | 0 (0)                | 0 (0)                | 0.3 (0.1)            | 1 (0.4)              | 6.4 (2.5)            | 9.1 (3.6)            | 60.7 (23.9)          |
| % 湿度                                   | 68                   | 70                   | 70                   | 60                   | 60                   | 65                   | 65                   | 67                   | 63                   | 61                   | 65                   | 70                   | 65                   |
| 出典1：The Weather Channel June 27, 2010 |                      |                      |                      |                      |                      |                      |                      |                      |                      |                      |                      |                      |                      |
| 出典2：Weatherbase June 27, 2010         |                      |                      |                      |                      |                      |                      |                      |                      |                      |                      |                      |                      |                      |

## 人口動態
以下は2000年の国勢調査による人口統計データである。
| 基礎データ - 人口: 18,504人 - 世帯数: 6,971世帯 - 家族数: 3,422家族 - 人口密度: 598.4人/km2（1,549.7人/mi2） - 住居数: 7,359軒 - 住居密度: 238.0軒/km2（616.3軒/mi2） 人種別人口構成 - 白人: 95.49% - アフリカン・アメリカン: 0.44% - ネイティブ・アメリカン: 0.99% - アジア人: 1.88% - 太平洋諸島系: 0.05% - その他の人種: 0.26% - 混血: 0.88% - ヒスパニック・ラテン系: 0.75% 年齢別人口構成 - 18歳未満: 17.4% - 18-24歳: 36.6% - 25-44歳: 22.0% - 45-64歳: 14.0% - 65歳以上: 9.9% - 年齢の中央値: 24歳 - 性比（女性100人あたり男性の人口） - 総人口: 99.7 - 18歳以上: 98.6 | 世帯と家族（対世帯数） - 18歳未満の子供がいる: 24.9% - 結婚・同居している夫婦: 39.5% - 未婚・離婚・死別女性が世帯主: 7.3% - 非家族世帯: 50.9% - 単身世帯: 34.4% - 65歳以上の老人1人暮らし: 9.0% - 平均構成人数 - 世帯: 2.26人 - 家族: 2.93人 収入と家計（2007年推計） - 収入の中央値 - 世帯: 31,266米ドル - 家族: 49,246米ドル - 性別 - 男性: 31,276米ドル - 女性: 22,763米ドル - 人口1人あたり収入: 17,028米ドル - 貧困線以下 - 対人口: 18.5% - 対家族数: 7.3% - 18歳以下: 12.7% - 65歳以上: 6.6% |

## 主な雇用主
ブルッキングズ市の主な雇用主は以下の通りである。
- ダクトロニクス: 従業員数2,300人、大型ディスプレーの製造
- サウスダコタ州立大学: 同1,650人
- 3M: 同800人、医療部門、医療用品の製造
- ラーソン: 同725人、防風ドアの製造
- レインボウ・プレイ・システムズ: 同500人、児童用遊具の製造
- ブルッキングズ病院: 同400人

ブルッキングズ市の失業率は3.1％であり、10年間での雇用機会成長率20.6％を目指している。

## 交通

### 道路
ブルッキングズ市内では南北に州間高速道路29号線と東西にアメリカ国道14号線が走っている。

### 空港
ブルッキングズ地域空港には商業便が運行していない。空路を使う場合、近くのウォータータウン、ヒューロンおよびスーフォールズの空港を利用できる。

## 市営施設
ブルッキングズ市は次のような施設を所有しサービスを行っている。
- 酒類販売店
- ごみ収集
- 上下水道
- 病院
- 地元電話サービス
- 電力供給
- 埋め立て
- ゴルフコース
- 市民会議施設、最近スウィフテル・センターと改名

さらにブルッキングズ市はスプリント・ネクステルの子会社として営業する電話会社スウィフテルを所有し、アイオワ州とネブラスカ州との州境から北のウォータータウンまで走る州間高速道路29号線回廊の大半で携帯電話事業を行っている。
市内には礼拝所33か所、球技場19か所、水泳プール2か所、映画館5か所がある。日刊紙はザ・ブルッキングズ・レジスターがあり、ラジオ局は民営が5局、公営が1局ある。

## 見どころ

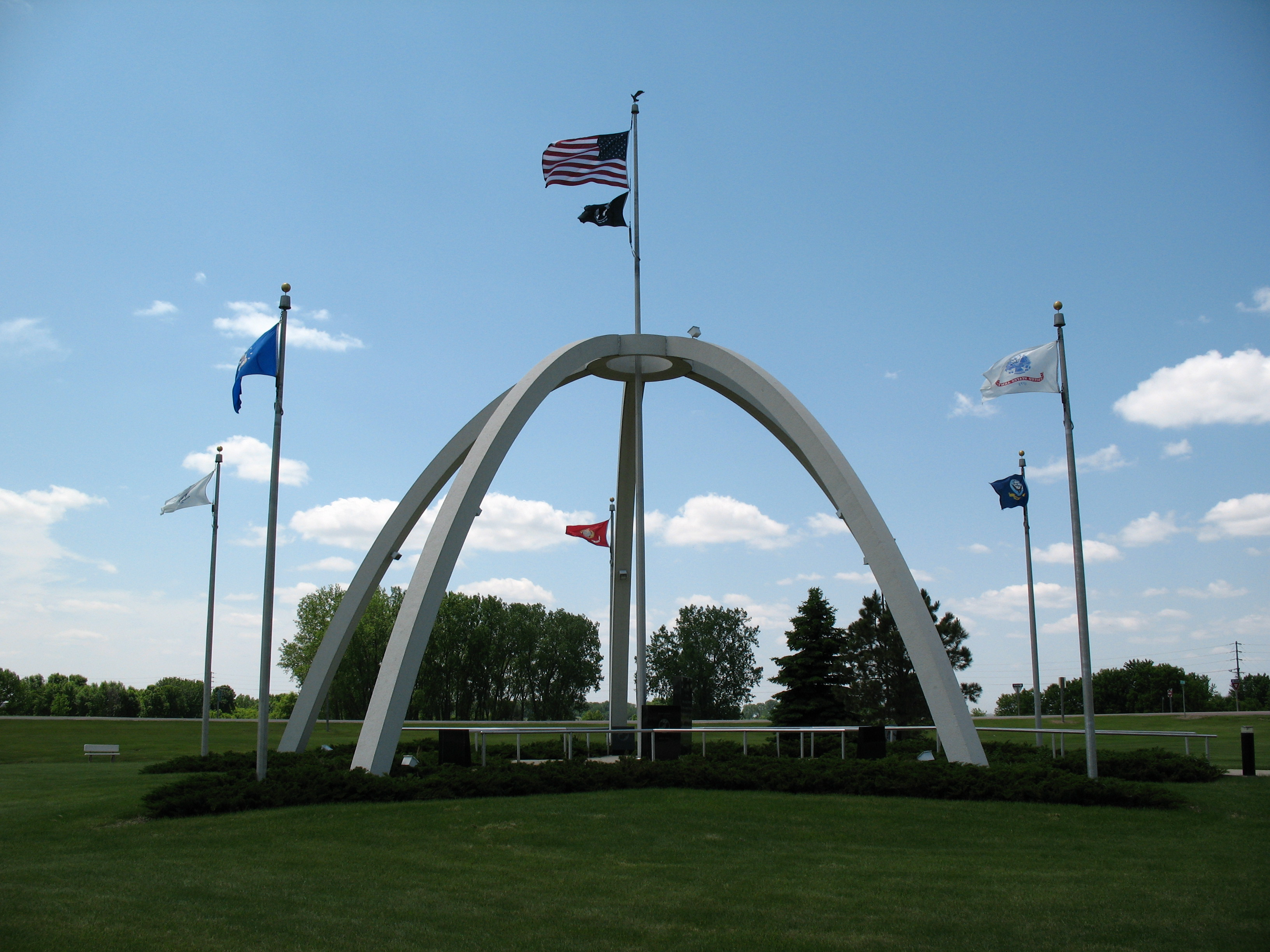
退役兵記念碑

- マクローリー庭園とサウスダコタ樹木園